# Читадукале
Читадука̀ле (на италиански: Cittaducale, на местен диалект Cìeta, Чиета) е градче и община в Централна Италия, провинция Риети, регион Лацио. Разположено е на 481 m надморска височина. Населението на общината е 7005 души (към 2010 г.).